# Hisarlik

Plano de Troia

Hisarlik, que em turco significa "Lugar da Fortaleza", é a estação arqueológica onde se situa a antiga Troia ou Ílio (Ilium).  Localiza-se na Trôade (no extremo noroeste da Anatólia), próxima à entrada do estreito dos Dardanelos e a cerca de 32 km da cidade de Çanakkale.
Este sítio arqueológico foi descoberto pelo arqueólogo alemão Heinrich Schliemann com ajuda do arqueólogo amador Frank Calvert em 1873.